# Phaseolus vulgaris
Il fagiolo comune (Phaseolus vulgaris L.) è una pianta annua della famiglia delle Leguminose (anche detta Fabaceae), originaria del Messico e dell'America centrale.
Fu importato, a seguito della scoperta dell'America, in Europa dove esistevano unicamente fagioli di specie appartenenti al genere Vigna, di origine asiatica: i fagioli del genere Phaseolus si sono diffusi ovunque soppiantando il gruppo del mondo antico, in quanto si sono dimostrati più facili da coltivare e più redditizi (rispetto a Vigna la resa per ettaro è quasi doppia).

## Descrizione

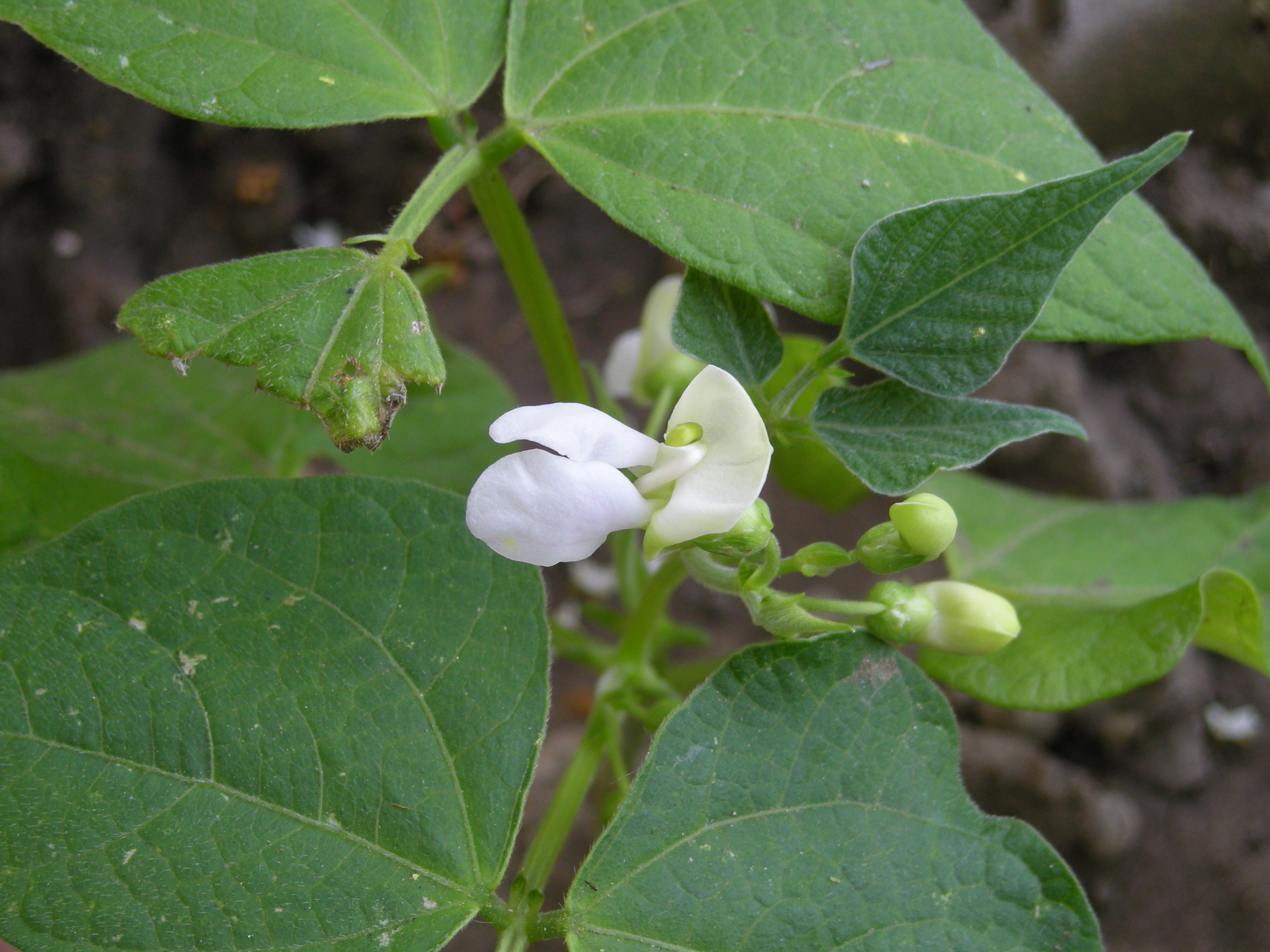
Fiore di fagiolo

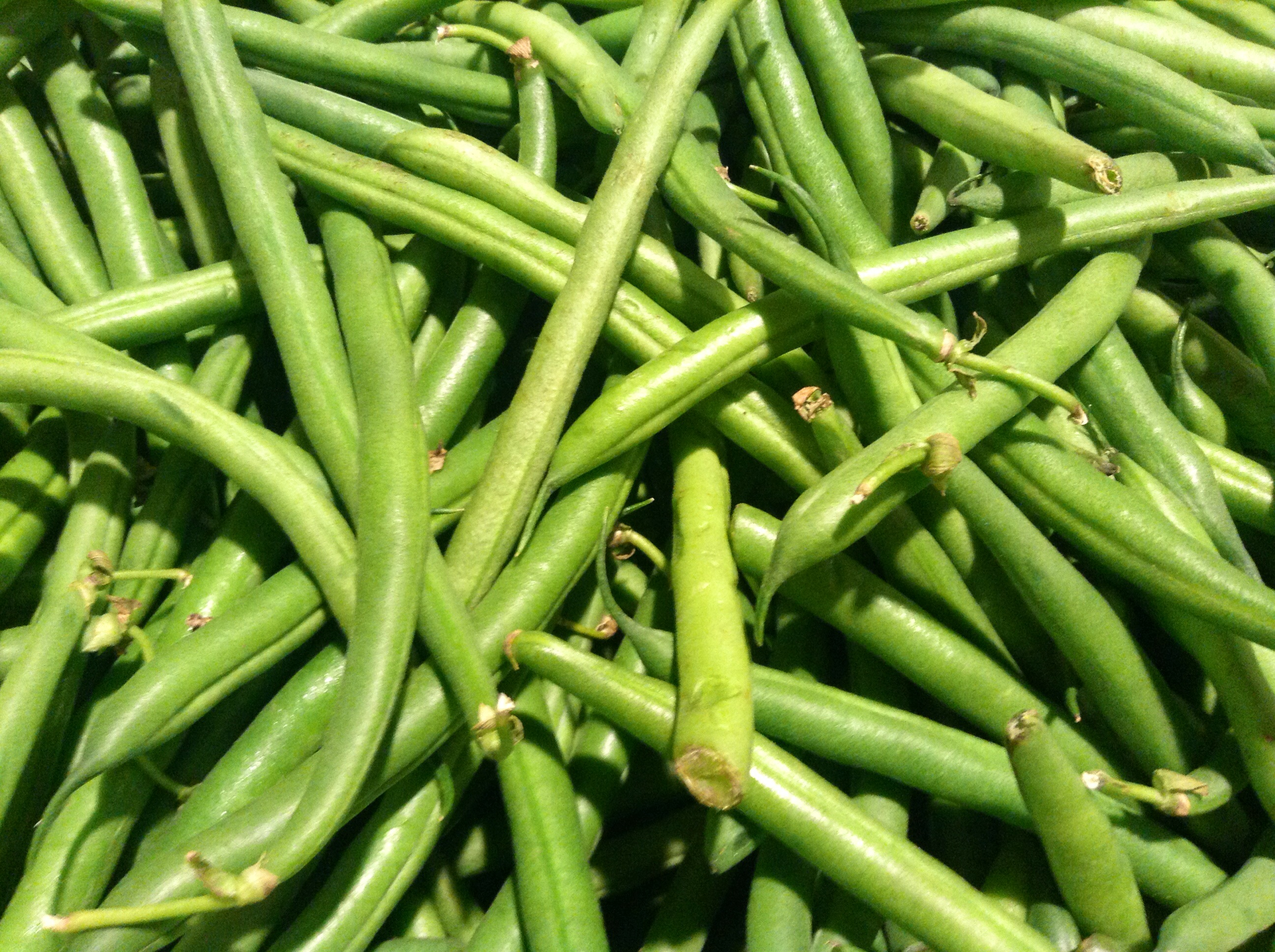
Baccelli immaturi (fagiolini)

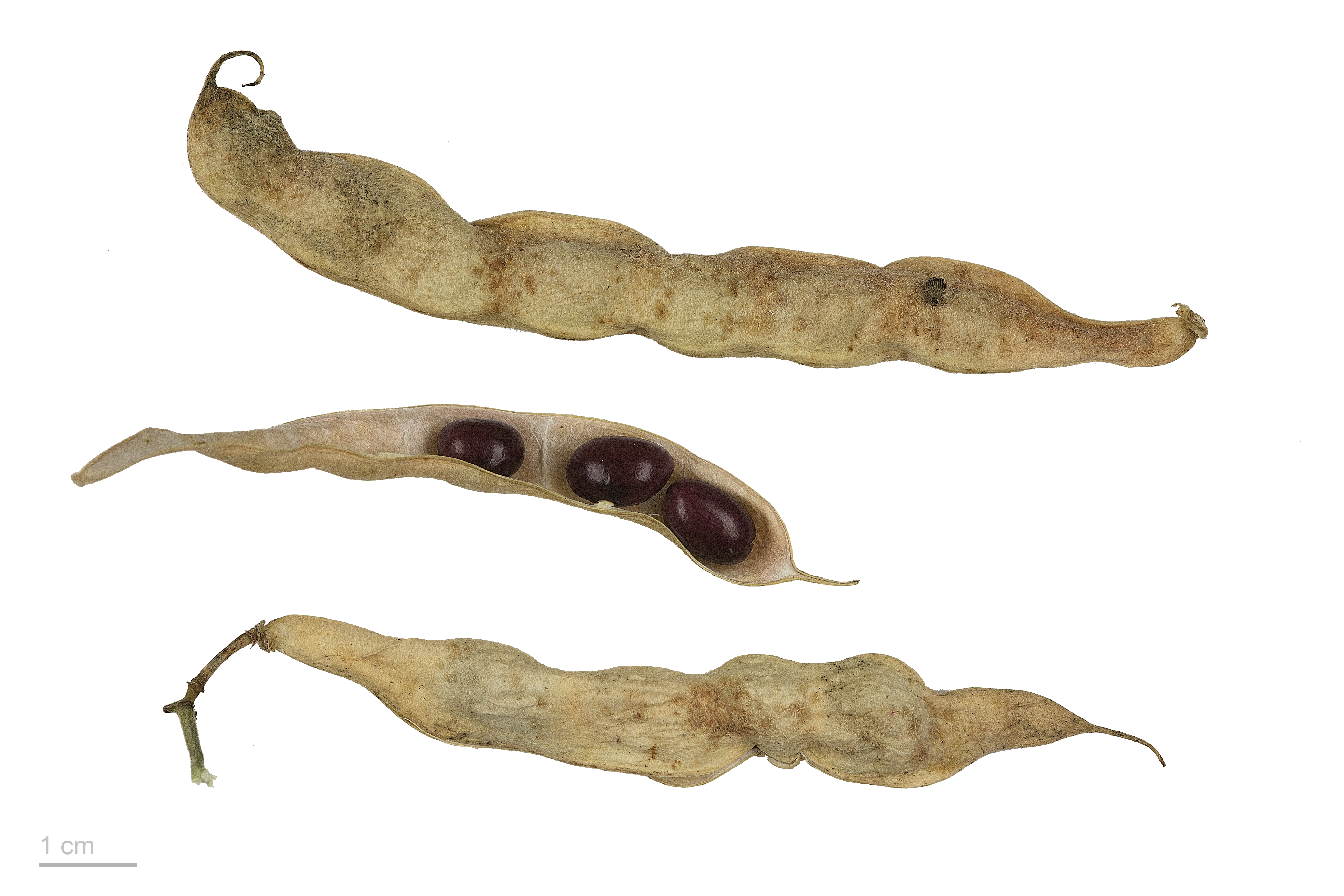
Baccello e semi

ll fagiolo è una pianta erbacea, annuale, con portamenti differenti in base alle varietà.
Esistono due gruppi principali: i fagioli rampicanti, simili al tipo originale, e i fagioli eretti e più ramificati.
Il portamento della pianta è determinato principalmente dal suo genoma, ma le condizioni ecologiche nelle varie fasi fenologiche possono influenzarla. Per esempio, una temperatura elevata (30 °C) nella fase della prima foglia trifogliata innesca sempre un portamento rampicante.
Il fagiolo ha una radice principale non dominante che viene rapidamente integrata con radici laterali. Le radici possono raggiungere la profondità di un metro se il terreno è adatto. le radici sono in simbiosi radicale con batteri azoto fissatori, principalmente Rhizobium etli e Rhizobium phaseoli. Le condizioni ottimali per lo sviluppo di noduli sono una temperatura da 25 a 30 °C e un pH da 6 a 7. La quantità di azoto fissata può raggiungere i 200 kg per ettaro.
Gli steli rampicanti non sono molto ramificati e avvolgono il loro supporto in senso antiorario. Possono raggiungere i 2-3 metri di altezza. le cultivar nane sono più ramificate, erette, alte da 40 a 60 cm e si prestano meglio alla meccanizzazione delle colture.
Le foglie adulte sono picciolate, stipolate, alterne e trifogliate. Le foglioline hanno una forma ovale-acuminata, quasi a forma di losanga e sono lunghe da 6 a 15 cm e larghe da 3 a 11 cm.

## Distribuzione e habitat
L'areale nativo del fagiolo si estende dal Messico al Venezuela nord-occidentale e all'Argentina settentrionale. Il fagiolo cresce principalmente nel bioma tropicale stagionalmente secco.

## Tassonomia
La prima descrizione botanica del fagiolo comune, sotto il nome di Smilax hortensis , è attribuita ai botanici Hieronymus Bock e Leonhart Fuchs nel 1542.
In Species Plantarum del 1753, Linneo classificò i fagioli conosciuti ai suoi tempi nei generi Phaseolus e Dolichos elencando 11 specie di Phaseolus cui 6 specie coltivate e 5 specie selvatiche.
I fagioli asiatici una volta attribuiti al genere Phaseolus sono stati trasferiti nel genere Vigna, cosicché il genere Phaseolus comprende oggi esclusivamente specie di origine americana.
Come con la maggior parte delle specie del genere, il genoma del fagiolo ha 11 coppie di cromosomi (2n = 22). Con k625 paia di basi per genoma aploide, è il più piccolo della famiglia delle leguminose.

## Coltivazione
Il fagiolo viene coltivato per i semi, raccolti freschi o secchi (fagioli), oppure per l'intero baccello da mangiare fresco (fagiolini o cornetti). Le varietà a ciclo vegetativo più lungo, nelle regioni temperate sono seminate in primavera, quelle a ciclo più breve in estate. Nel caso dei fagioli rampicanti è necessaria la collocazione di sostegni.

## Usi
I fagioli secchi si conservano indefinitamente se conservati in un luogo fresco e asciutto, ma con il passare del tempo il loro valore nutritivo e il loro sapore si degradano ed i tempi di cottura si allungano. I fagioli secchi vengono quasi sempre cotti mediante bollitura, spesso dopo essere stati ammollati in acqua per diverse ore. Anche se l'ammollo non è strettamente necessario, questo riduce i tempi di cottura e consente di ottenere fagioli dalla consistenza più uniforme. Inoltre, l’ammollo dei fagioli rimuove dal 5 al 10% degli zuccheri produttori di gas che possono causare flatulenza in alcune persone. Prima della cottura l'acqua di ammollo viene scolata e scartata. I fagioli comuni secchi impiegano più tempo a cuocere rispetto alla maggior parte dei legumi: i tempi di cottura variano da una a quattro ore ma si riducono sostanzialmente con l'uso della pentola a pressione.
I fagiolini vengono spesso cotti a vapore, bolliti, saltati in padella o cotti al forno in casseruola.

## Produzione
| I 10 maggiori produttori di fagiolo nel 2018 | I 10 maggiori produttori di fagiolo nel 2018 |
| Paese                                        | Produzione (tonnellate)                      |
| -------------------------------------------- | -------------------------------------------- |
| India                                        | 6.220.000                                    |
| Birmania                                     | 4.779.927                                    |
| Brasile                                      | 2.915.030                                    |
| Stati Uniti                                  | 1.700.510                                    |
| Cina                                         | 1.324.407                                    |
| Tanzania                                     | 1.210.359                                    |
| Messico                                      | 1.196.156                                    |
| Uganda                                       | 1.039.109                                    |
| Kenya                                        | 765.977                                      |
| Etiopia                                      | 607.929                                      |

## Varietà

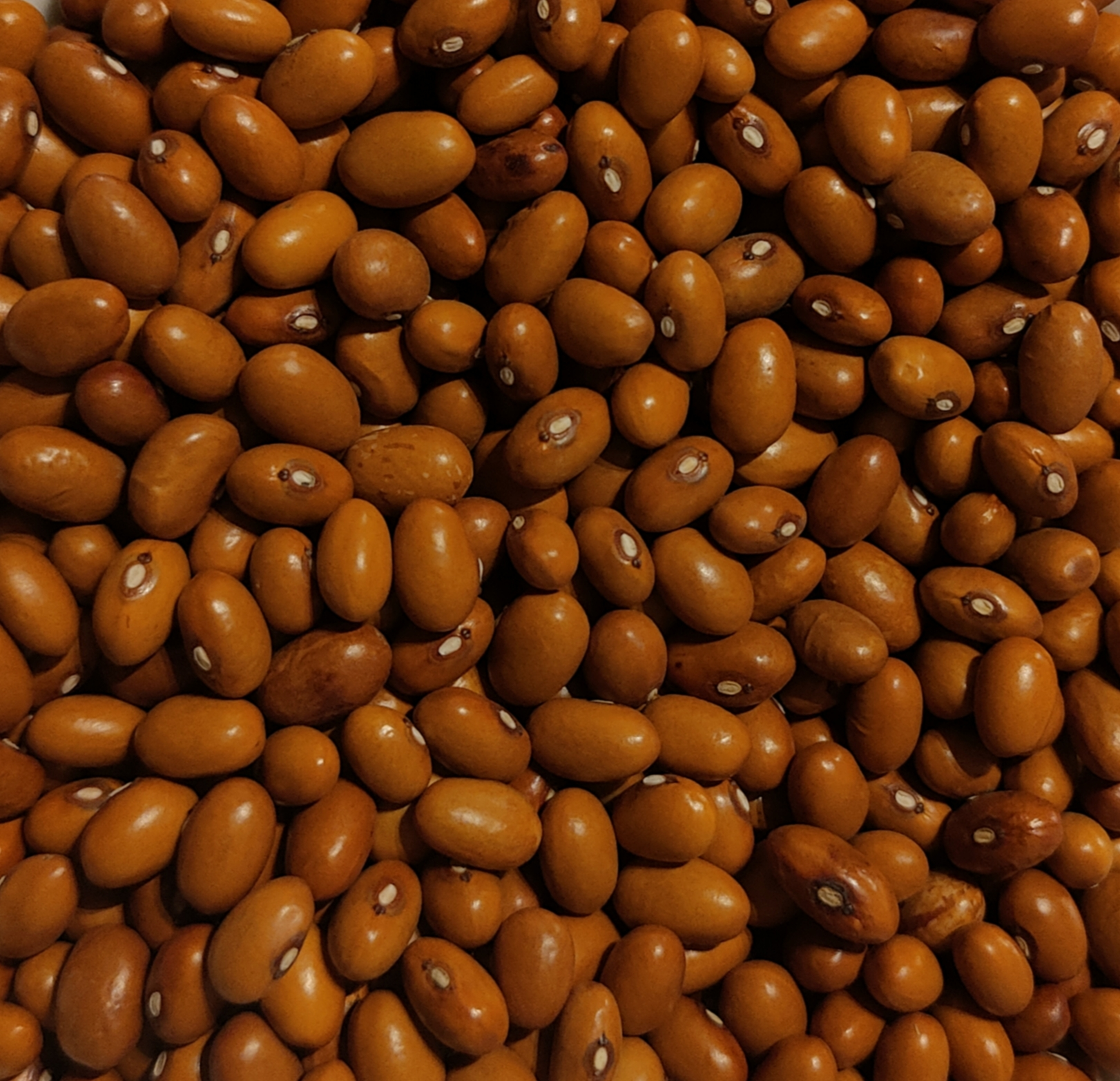
Fagiolo di Sarconi

Le cultivar di fagiolo sono numerose: il catalogo comune dell'Unione Europea riconosce oltre 1200 varietà registrate di Phaseolus vulgaris.

## Avversità
I funghi che colpiscono il fagiolo sono: l'antracnosi (Colletrotrichum lindemuthianum), la ruggine del fagiolo (Uromyces phaseoli), la peronospora del fagiolo (Phytophthora phaseoli) e il marciume carbonioso (Macrophomina phaseolina). Tra gli insetti nocivi ci sono i miridi Calocoris norvegicus e Lygus campestris, la piralide delle leguminose (Etiella zinckenella), la mosca grigia dei semi (Delia platura) e il tonchio del fagiolo (Acanthoscelides obtectus).

## Tossicità
Il composto tossico fitoemoagglutinina, una lectina, è presente in molte varietà di fagioli comuni, ma è particolarmente concentrato nei fagioli rossi. I fagioli bianchi contengono circa un terzo delle tossine rispetto alla varietà rossa.
La fitoemoagglutinina può essere inattivata cuocendo i fagioli per dieci minuti al punto di ebollizione (100 °C). Per cuocere in sicurezza i fagioli, la Food and Drug Administration consiglia di farli bollire per 30 minuti per garantire che raggiungano una temperatura sufficiente per un tempo sufficiente a distruggere completamente la tossina. Per i fagioli secchi, la FDA consiglia anche un ammollo iniziale di almeno 5 ore in acqua che deve poi essere scartata.

I sintomi principali dell'avvelenamento da fitoemoagglutinina sono nausea, vomito e diarrea. L'apparizione dei sintomi avviene da una a tre ore dopo il consumo di fagioli preparati in modo improprio e i sintomi si risolvono generalmente entro poche ore. Il consumo di appena quattro o cinque fagioli crudi e ammollati può causare sintomi. I fagioli rossi in scatola sono sicuri da usare immediatamente, poiché sono già cotti.

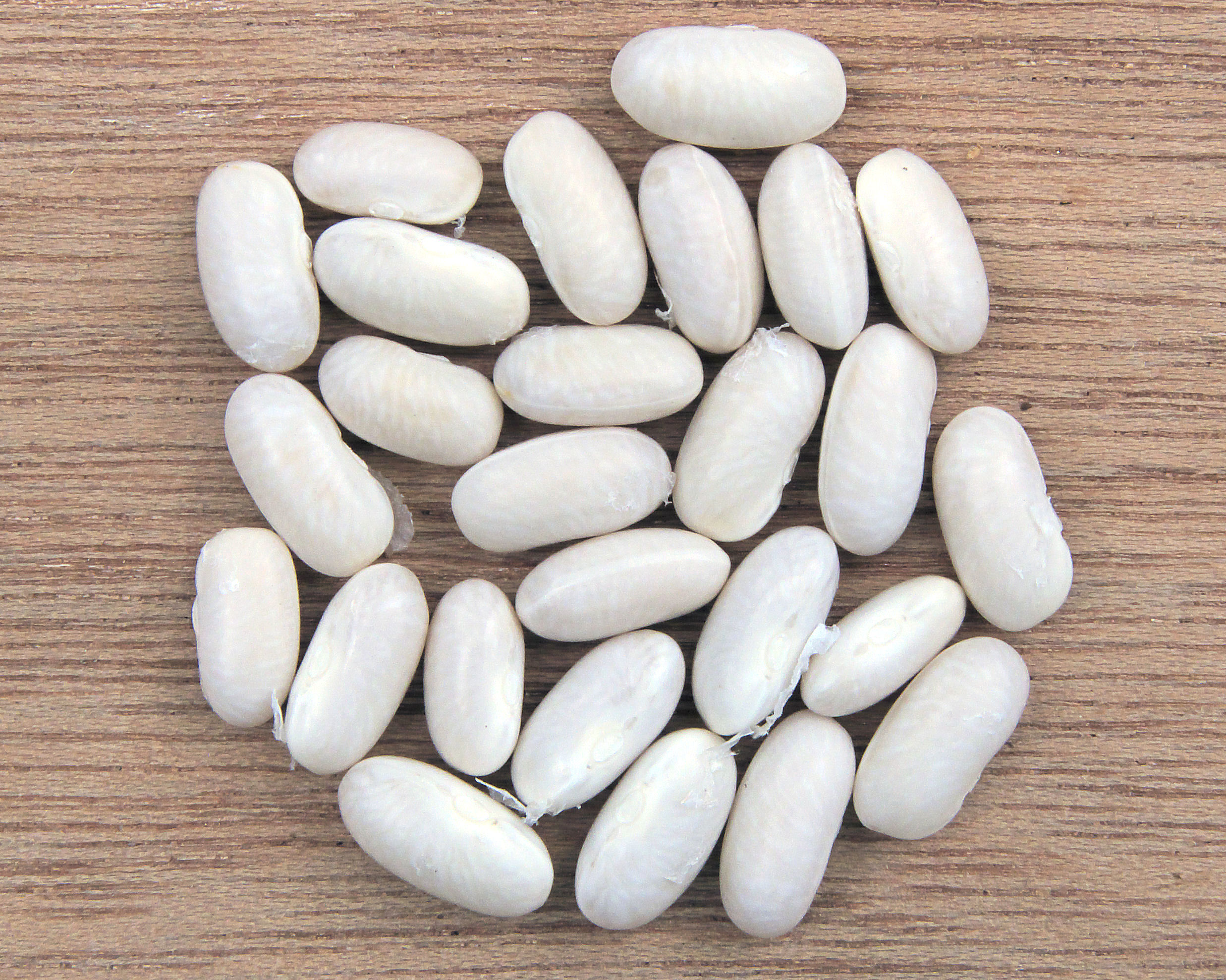
Fagioli cannellini
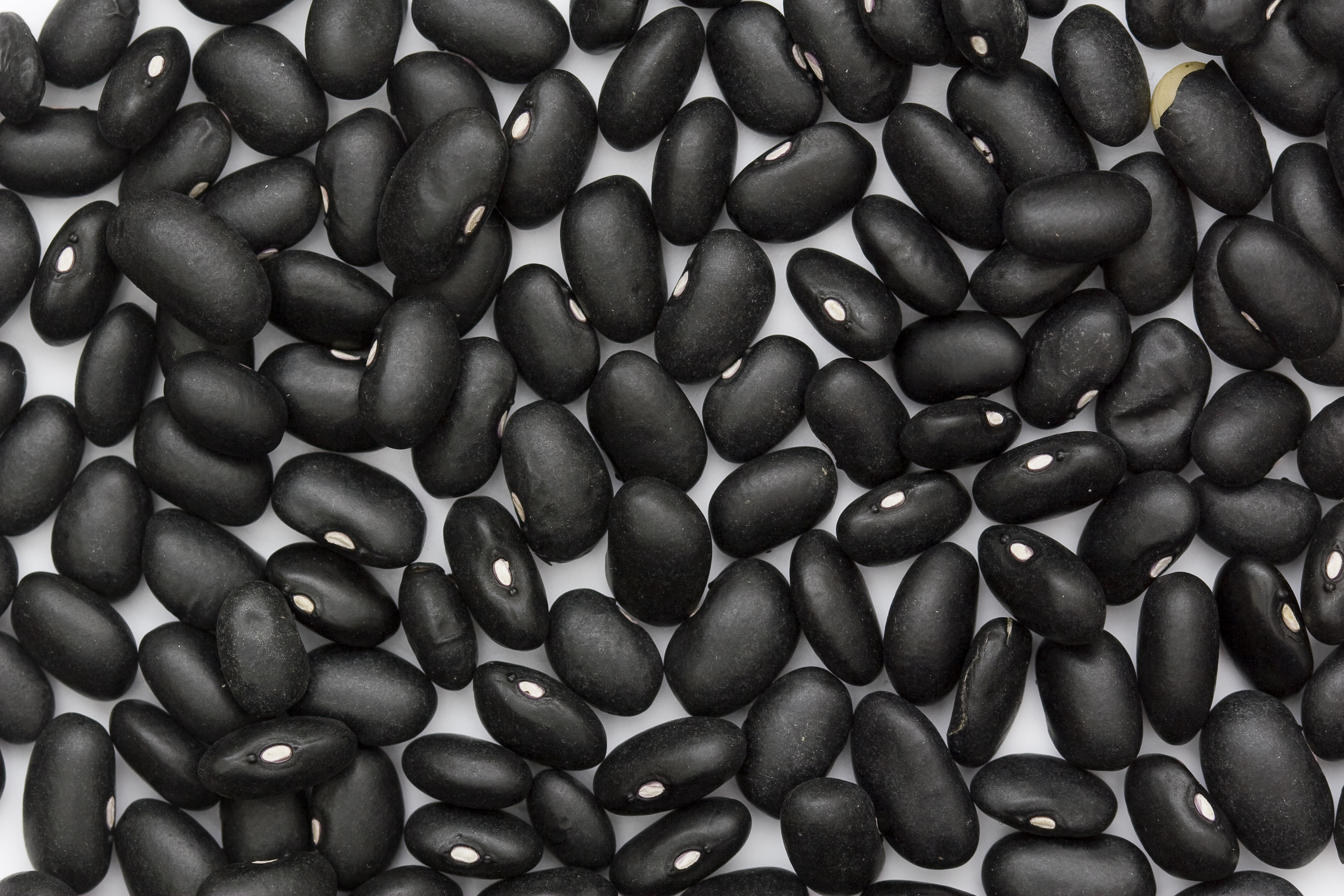
Fagioli neri
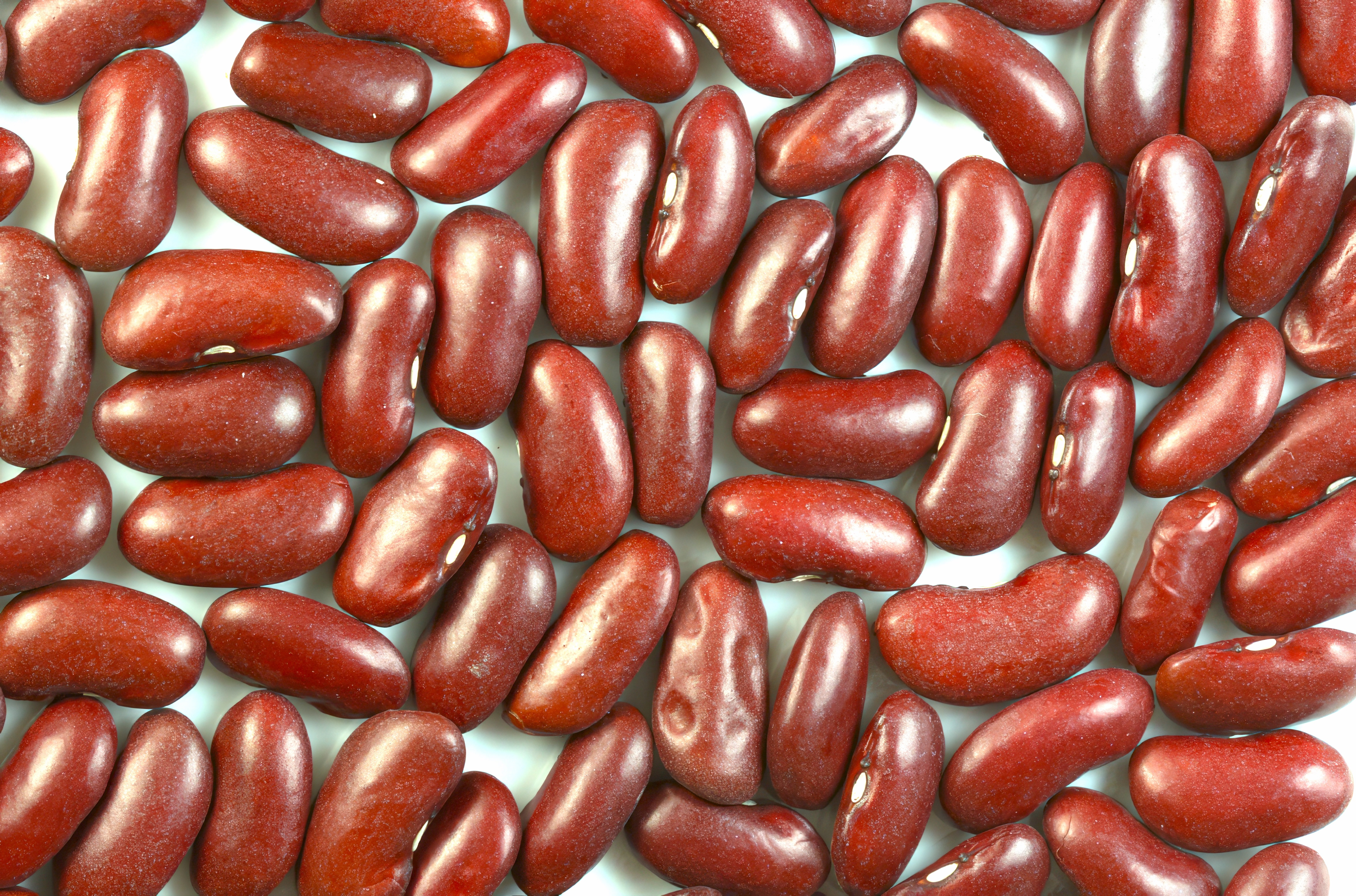
Fagioli rossi
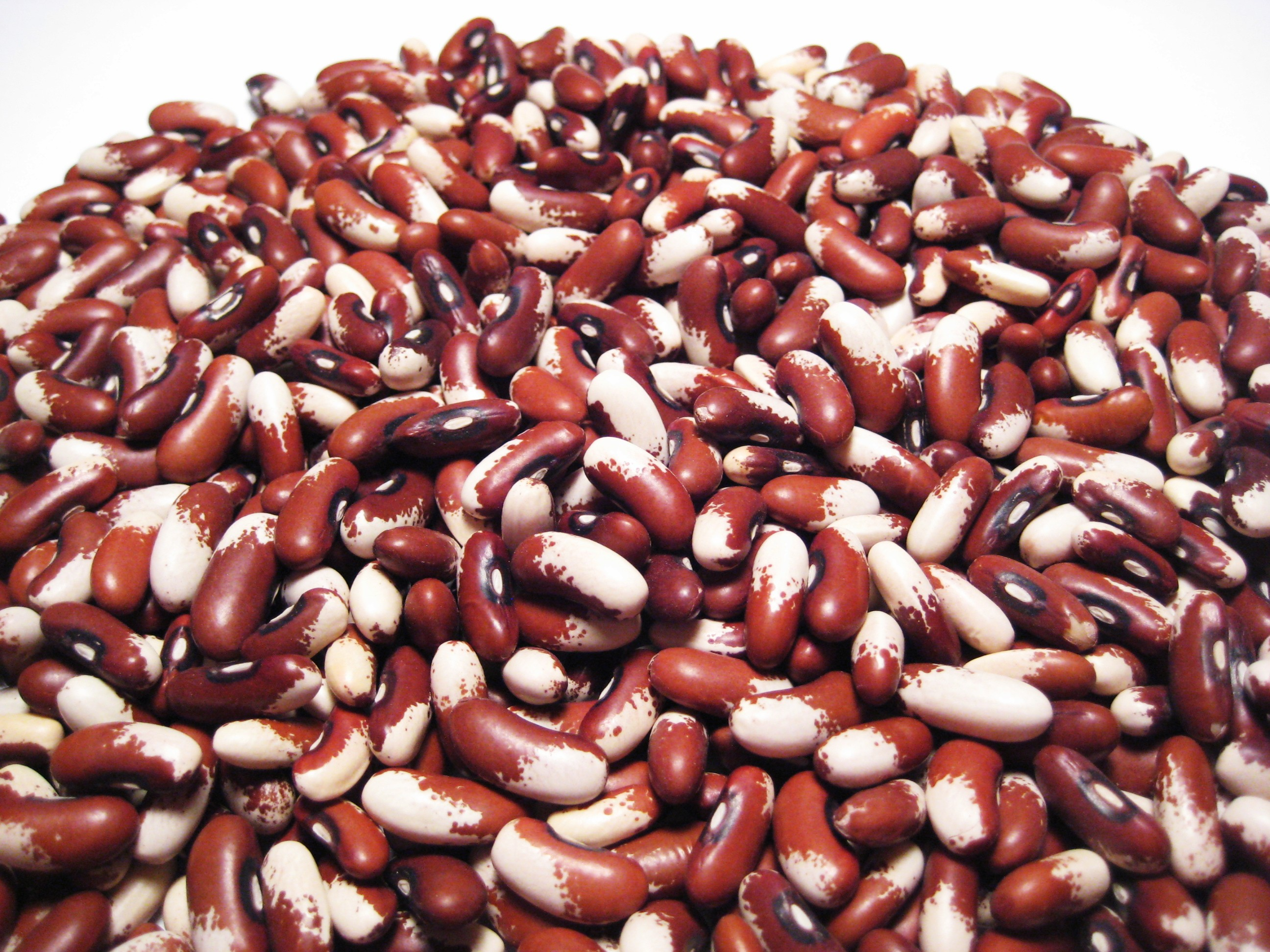
Fagioli Painted Pony
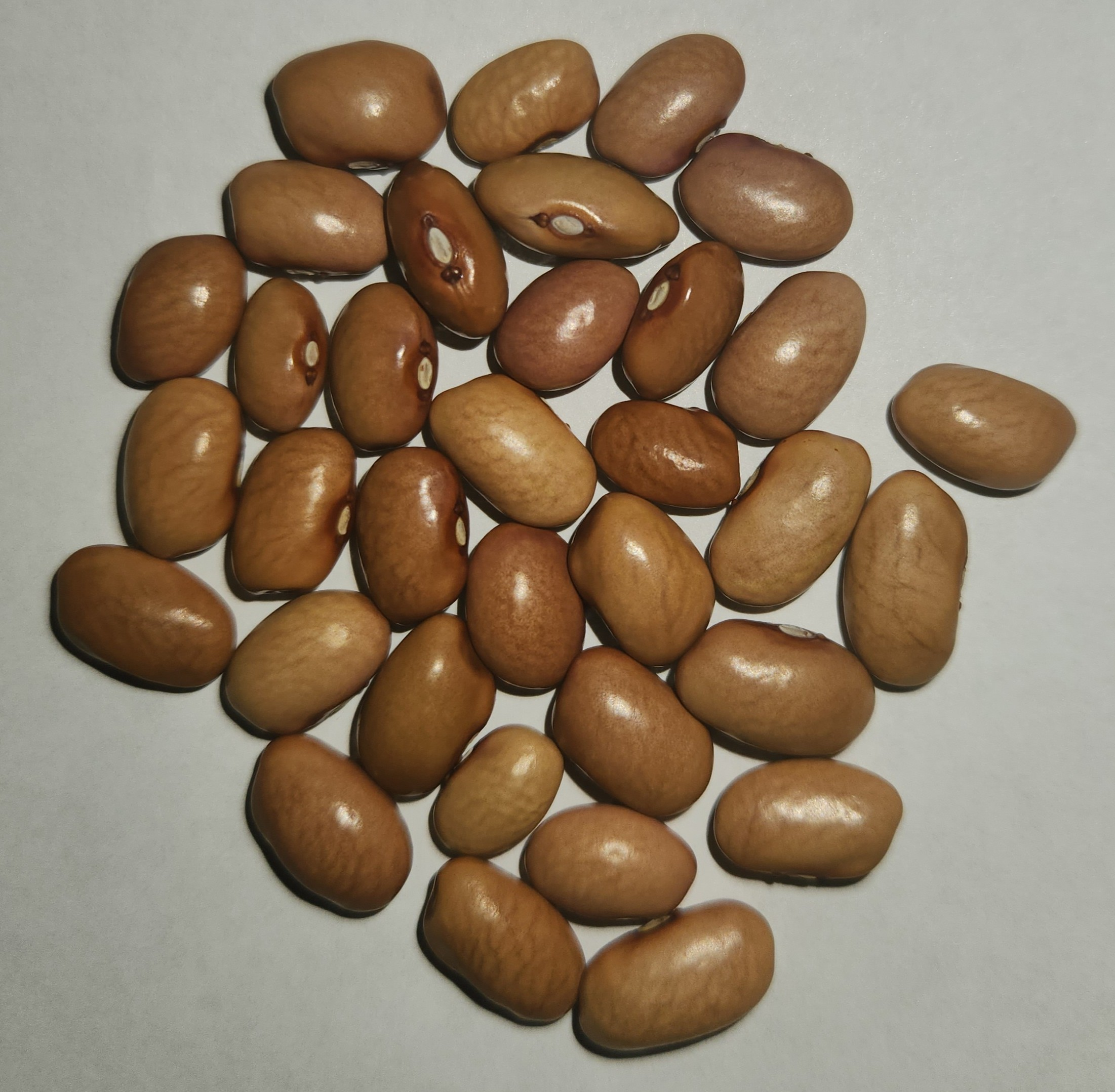
Fagioli Bolita
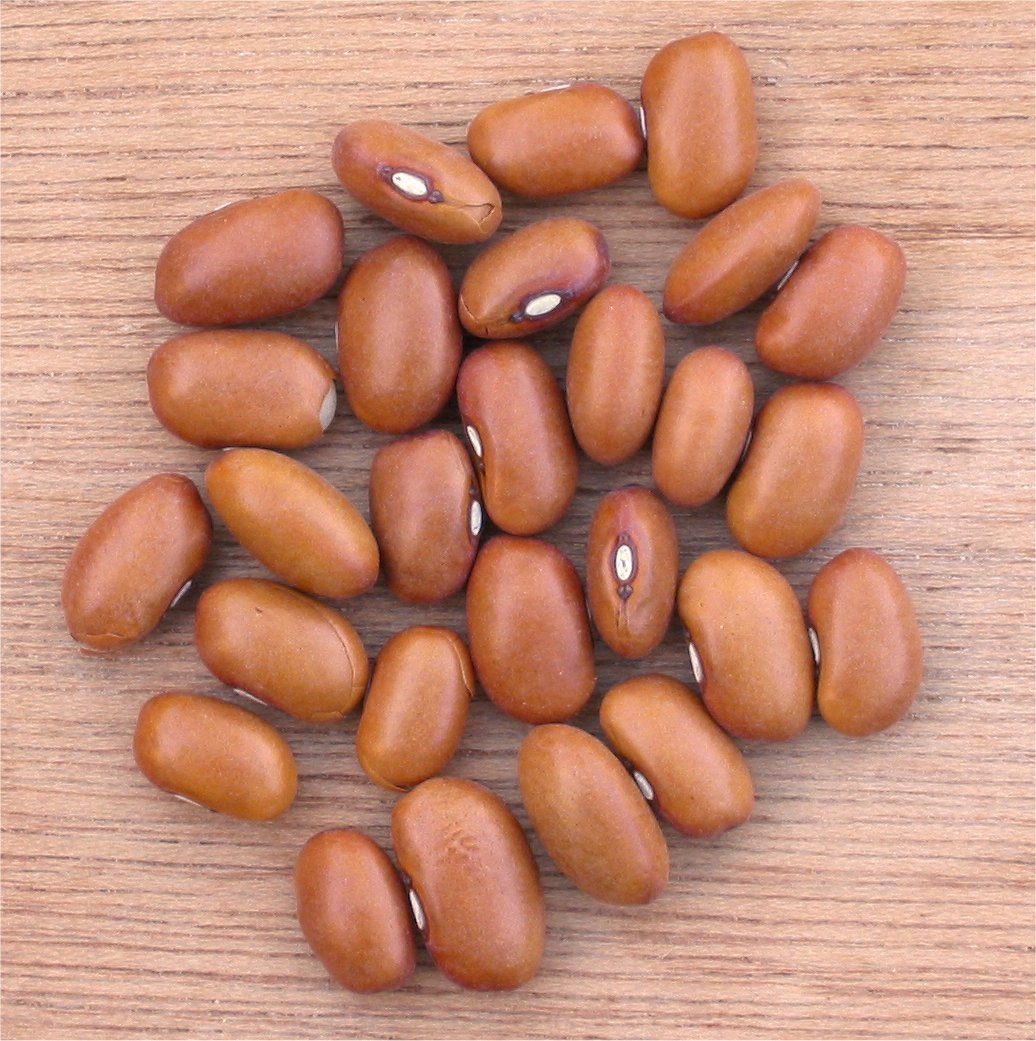
Fagioli marroni
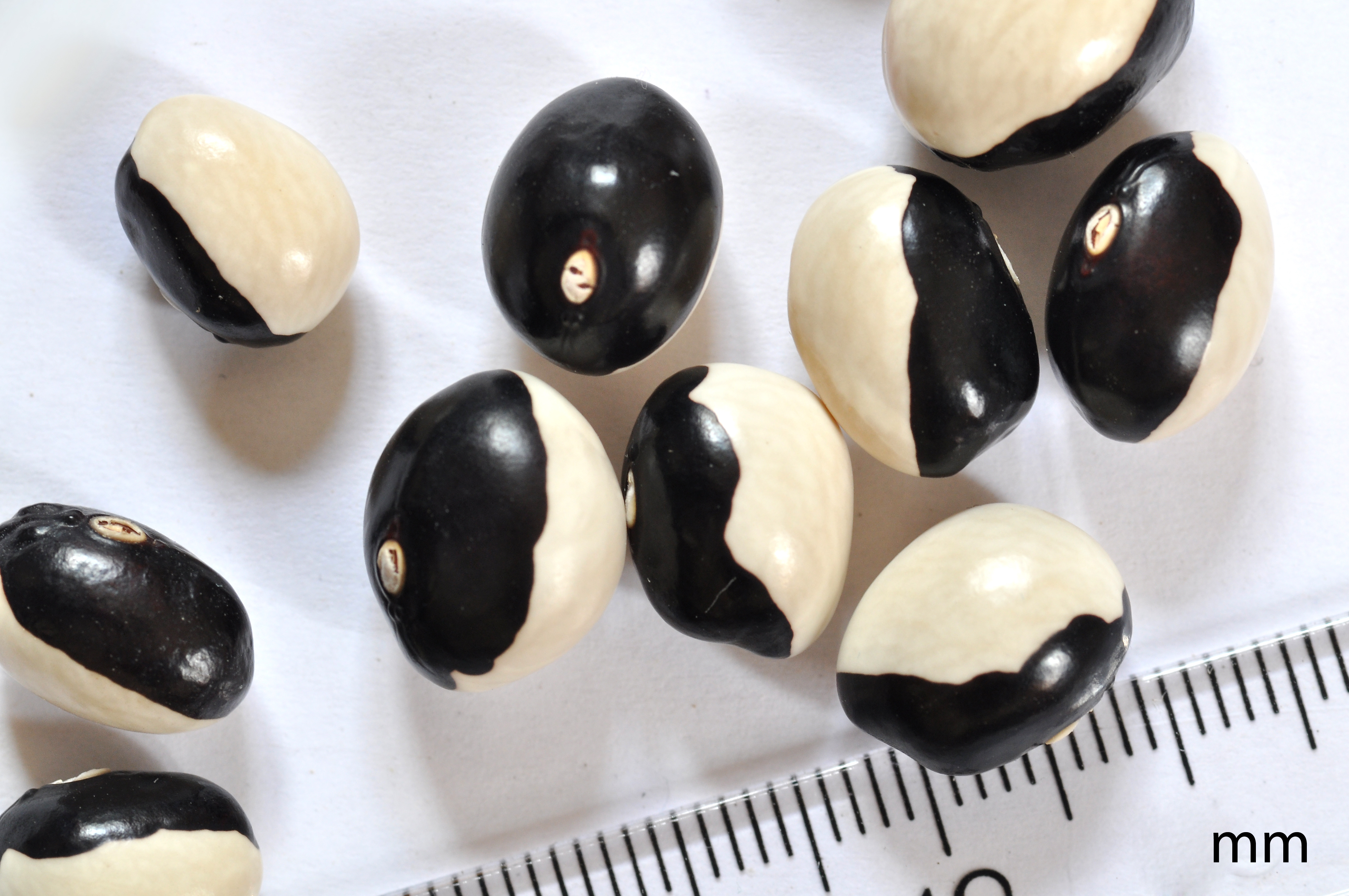
Fagioli panda
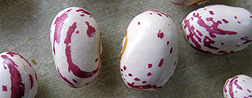
Fagioli borlotti
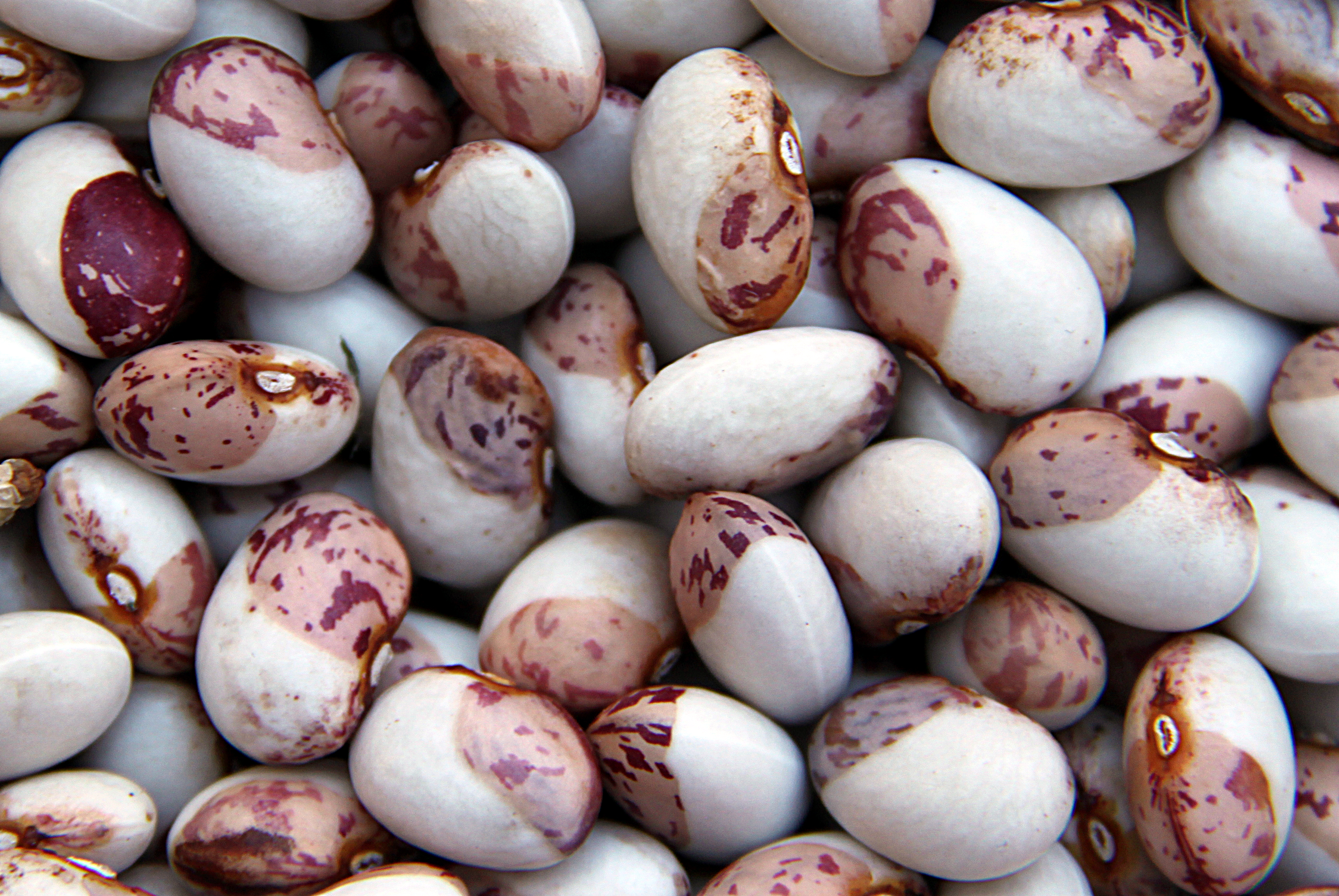
Fagioli Mocha with Cherry
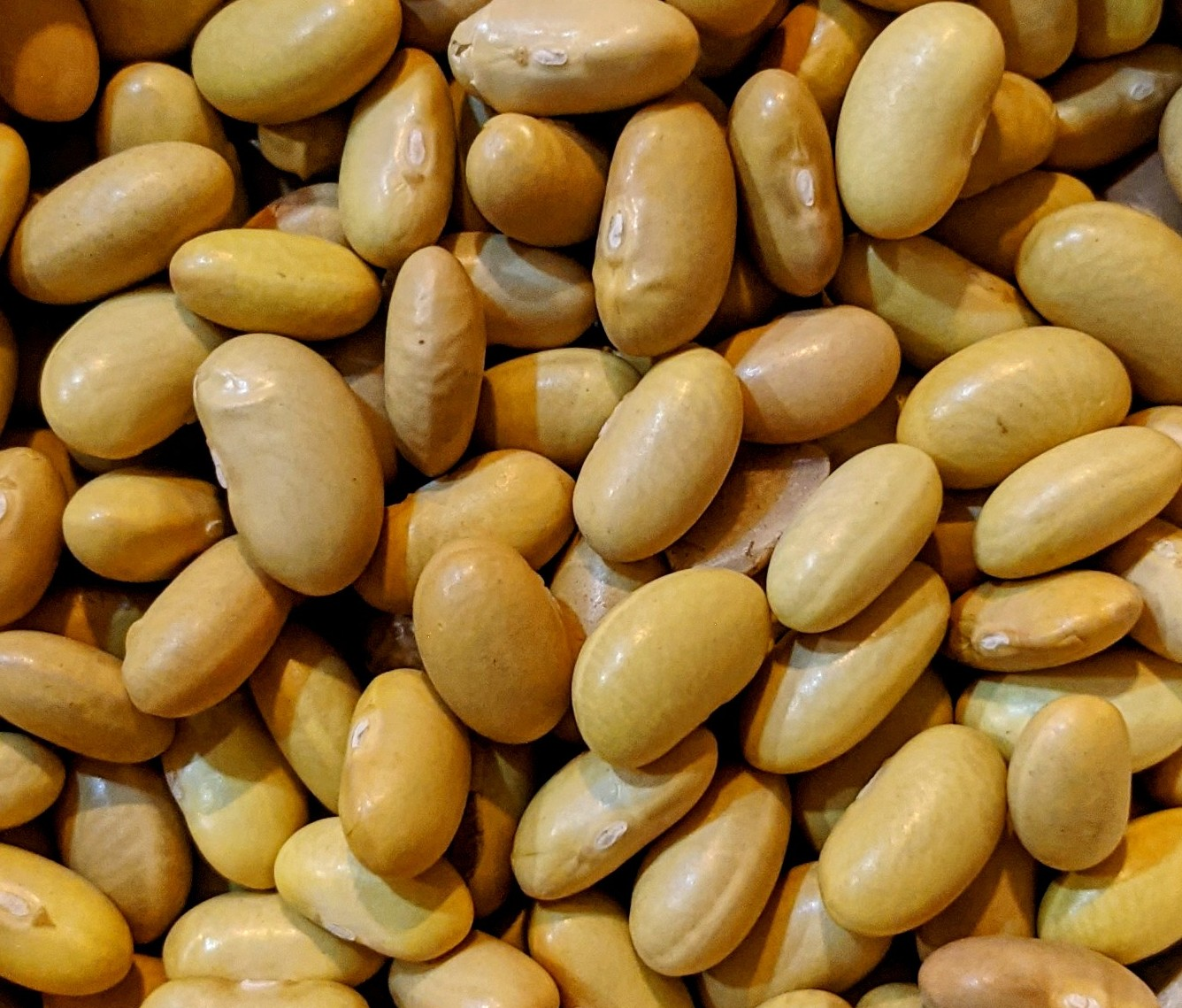
Fagioli peruviani
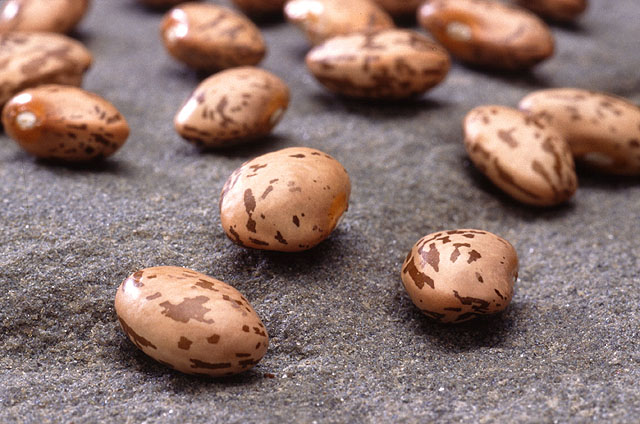
Fagioli pinto
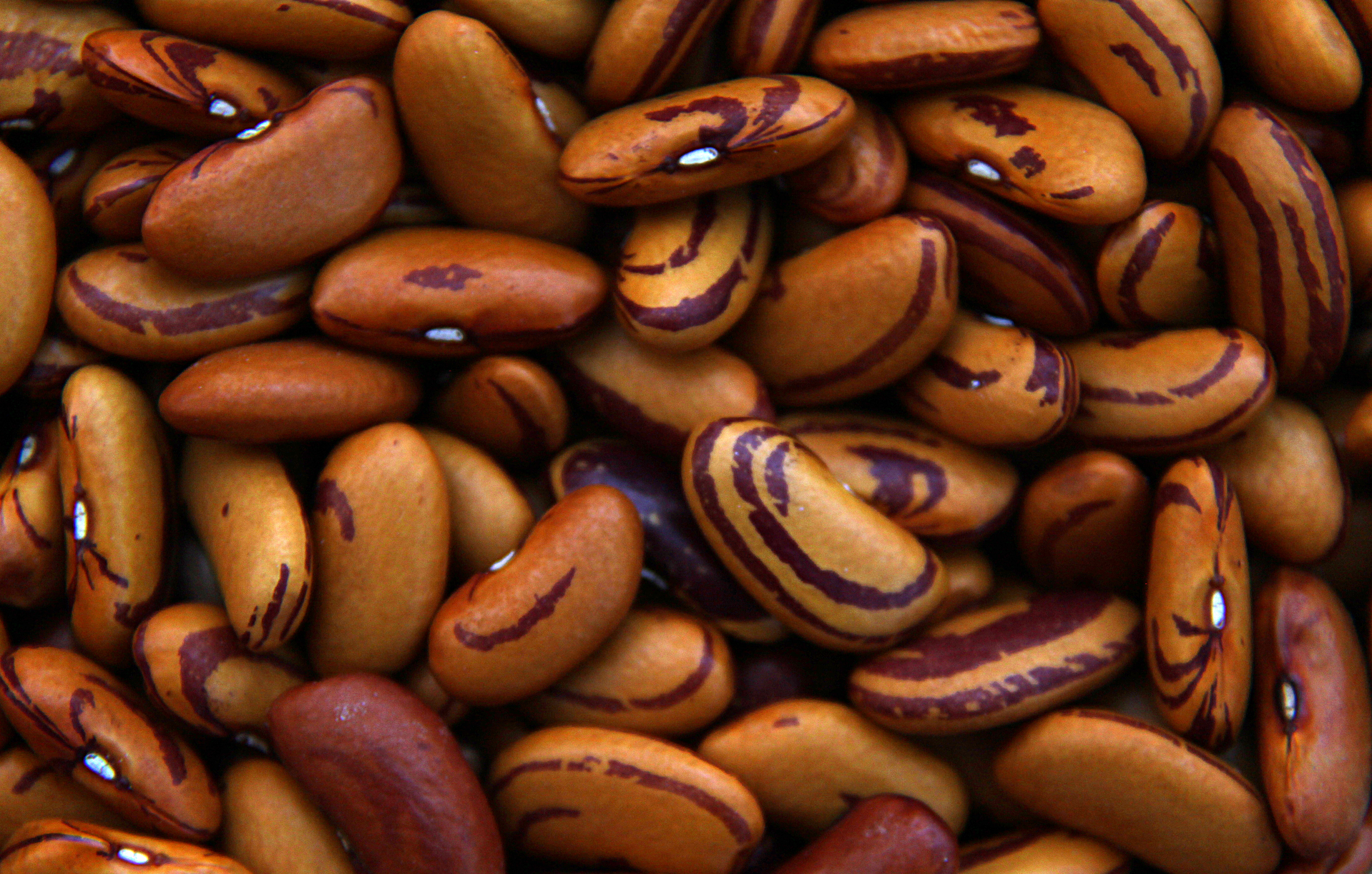
Fagioli occhio di tigre
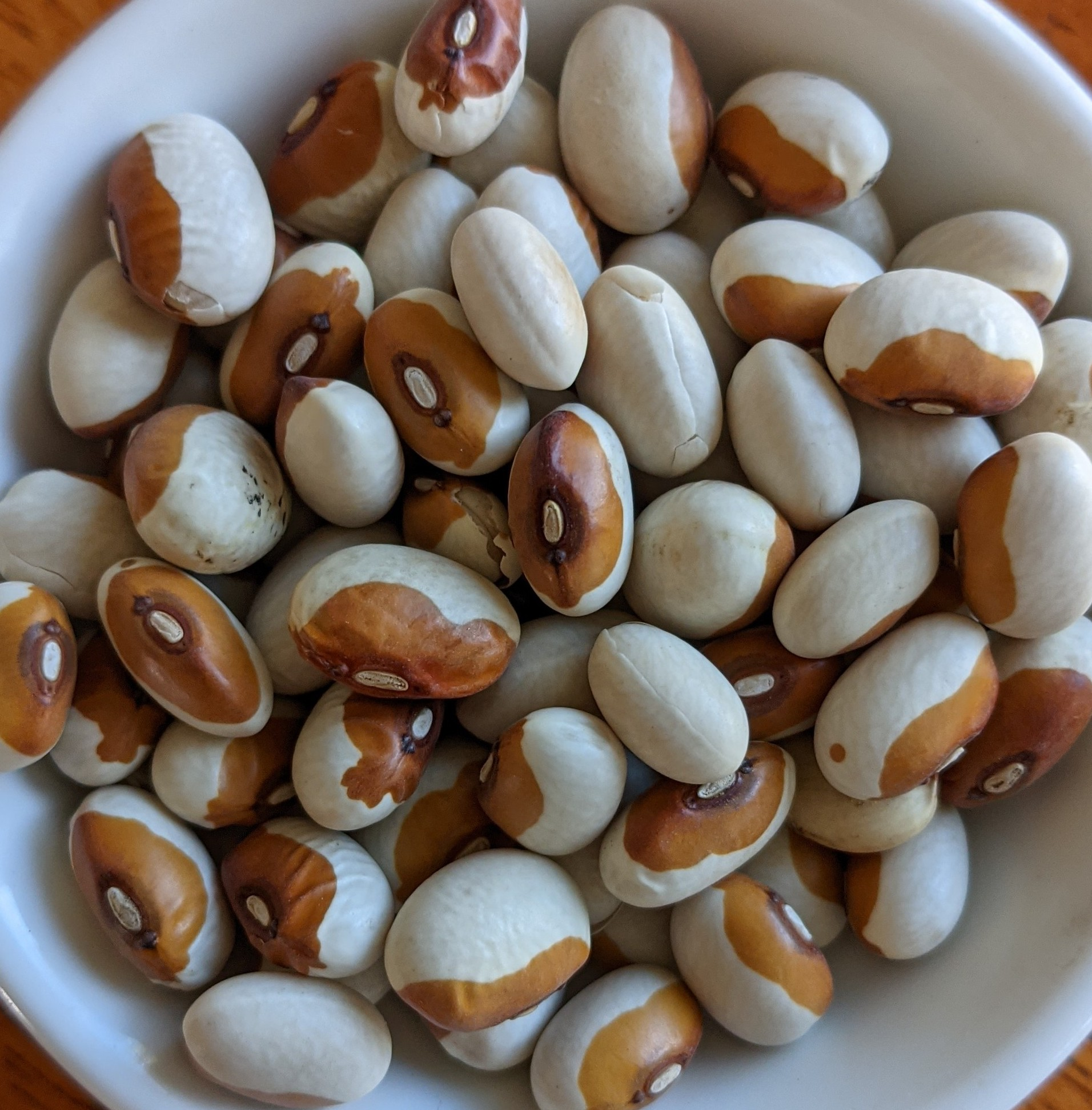
Fagioli Yellow Eye